# ReBoot
ReBoot je americko-kanadský animovaný seriál natáčený v letech 1994 až 2001 kanadskou společností Mainframe Entertainment. Jedná se o vůbec první animovaný seriál, který byl kompletně vytvořen pomocí počítačové grafiky. Protože se jednalo o ještě nevyzkoušený experiment, je celá první série čítající 13 epizod a několik epizod z druhé série pojata bez příběhu. Od třetí sezóny se vylepšila grafika a děj se stal temnějším a dobrodružnějším.

## Mainframe a popis prostředí seriálu
Příběh se odehrává v kyberprostoru, ve světě nacházejícím se uvnitř počítačů, konkrétně v systému známém jako Mainframe. Mainframe je tvořen kulatým vznášejícím se městem obklopeným energetickým mořem a svrchu částečně průhlednou oblohou, jejíž barva závisí na technickém stavu systému. Oblohou někdy prosvítá detail součástek počítače. Město je rozděleno do šesti následujících sektorů.
| Sektor              | Poznámky                                                                         |
| ------------------- | -------------------------------------------------------------------------------- |
| Baudway             | Obchodní, průmyslové a nákupní centrum Mainframu, nachází se zde restaurace Dot. |
| Kits                | Obytný komplex, nachází se zde bytovka "Eightball", v níž bydlí Bob.             |
| Floating Point Park | Park tvořený vznášejícími se plochami travin.                                    |
| Beverly Hills       | Bohatá čtvrť, sídlí zde nejbohatší obyvatelé Mainframu.                          |
| Wall Street         | Obchodní centra, vysoké mrakodrapy.                                              |
| Ghetty Prime        | Rozlehlé továrny, většina sektoru pod kontrolou vira Megabajta.                  |

Uprostřed Mainframu je hlavní úřadovna celého systému (Principal office), sídlo autority command.com. Je tvořena jádrem operačního systému spolu s archivy starých informací (obsah pevného disku) a válečnou místností pro časy, kdy Mainframe čelí nebezpečí. Celý komplex je vybaven nejlepší ochranou, jaká je v Mainframu k dispozici. V Mainframu kdysi existovalo ještě sesterské město Twin city jež bylo v systému propojeno obrovským mostem přes energetické moře). Po jeho zničení z něj zbyl jen chaotický ostrůvek Lost Angels, obývaný nullami.
Mainframe obývají bytosti rozdělené podle formátu (rasy). Každá má svůj formát uložen v ikoně (PID) a představuje elektronická data, s nimiž počítač pracuje. Základním a nejběžnějším formátem jsou binomi v jednoduché podobě buď jedničky, nebo nuly. Pokročilejším formátem jsou humanoidní sprajti, jež jsou hlavními postavami seriálu. Jsou obvykle vzácnější než binomi a jejich kód je složitější, aby mohli plnit funkce správy a obrany systému. Binomům se podobají stvoření reprezentující čísla. Dalšími formáty jsou zvířata, která jsou pokročilejší než binomi, ale nedosahují potřebné sprajtské inteligence. Bývají domestikována sprajty nebo binomy, zatímco jiná jsou divoká a nebezpečná (hlavně ta pocházející z webu).
Mezi zvířata se někdy počítají i tzv. nully, bývalí sprajti, binomi, nebo bytosti jakéhokoliv jiného formátu, které o svůj formát přišly degradací do formy červů vysávajících energii. Z bytosti se stane nulla buď v prohrané hře nebo při mohutné explozi. Sprajti s významnou funkcí (strážci (antivirové), command.com, hackeři, webové vyhledávací nástroje,...) bývají často považováni za samostatný formát. Mezi "neživé" formáty patří roboti s umělou inteligencí, spotřebiče a velice vyspělé nástroje strážců (Key tools). Dále existují i škodlivé formáty reprezentované viry, infikovanými binomy či sprajty, nebo vzácně se vyskytujícími nájemnými vrahy zvanými Code masters. Viry ani Code Masteři nemají ikony. V Mainframu se všichni dopravují buď pěšky nebo pomocí létajících aut či vznášedel „Zip board“.
V Mainframe každý koná svou funkci definovanou formátem, aby systém fungoval, jak očekává stvoření neznámého formátu, nazývané uživatel. Ten je obyvateli kyberprostoru vnímán jako všemohoucí osoba žijící mimo síť, je uctíván i nenáviděn. Jeho zásahy jsou pro systém prospěšné (upgrady, instalace) i ničivé. Nebezpečné jsou pro obyvatele kyberprostoru připojení k internetu, počítačové hry a viry. Kdykoliv uživatel začne hrát, z oblohy se do systému na náhodné místo (kromě jádra systému) sestoupí obří fialová herní kostka (Game cube) a odřízne celý kus sektoru včetně jeho obyvatel od zbytku systému, aby se stal součástí světa dané hry. Ve hře obyvatelé dvakrát poklepou na svou ikonu a pronesou heslo „REBOOT!!“ (anglicky) nebo „RESTART!!“ (česky). Tak se z nich stanou herní postavy s potřebnými znalostmi a schopnostmi. Hlavním cílem všech obyvatel systému chycených ve hře je porazit uživatele za každou cenu. Když se to povede, hra se ukončí a herní kostka zmizí v obloze. V opačném případě hra celý sektor vypne-všechny budovy zničí včetně několika podzemních pater, zbude jen hluboká díra v zemi-a obyvatele ve hře nenávratně přeměnění v nully (anulování)).
Budovy lze časem obnovit, živé formáty už ne a všechny pokusy o obnovení původního formátu null selhaly. Prohrané hry tak mohou systém poškodit natolik, že způsobí jeho destabilizaci a nakonec zhroucení, jež systém i jeho obyvatele natrvalo vymaže ze sítě. Systém destabilizují i slzy ve formě energetických koulí, jež mohou být využity jako portály do jiných systémů nebo do webu, pokud jsou stabilizovány.
V kyberprostoru se kromě Mainframu nachází nevyčíslitelné množství dalších systémů, jež tvoří základní dimenzi zvanou Síť (Net). Mezi systémy je největším a nejdůležitějším Superpočítač, jenž zodpovídá za správu celé sítě, výcvik strážců a tvorbu nástrojů strážců. Systémy jsou buď připojené k síti přímo kabelem, nebo jsou vypnuté či odpojené a lze se do nich dostat jen průchozími portály, jež může vytvořit pouze strážce s pomocí svého nástroje. Mainframe velmi dlouhou dobu nebyl k síti připojen. Za další dimenzi se považují počítačové hry, jež vstupují do systému v podobě herní kostky, když jsou spuštěné. Obývají je herní sprajti a pohyb v nich je omezen na úrovně hry. Herní sprajti mají místo ikony jen zálohu, která je na konci hry obnoví, pokud byli zabiti nebo zničeni. Nově zjištěnou dimenzí je Web (Internet), v němž žijí nebezpečné webové nestvůry, které se mohou rozšířit a rozmnožit v systému, přetížit ho a zničit ho. Celý web je nestabilní vír přenášených dat a jakýkoliv binom či sprajt je zde rychle zdegradován a buď vymazán, nebo přeměněn na jezdce. Každému systému s porty k webu je přiřazena webová adresa. Čtvrtou známou dimenzí je záhadný temný svět prázdnoty, o kterém toho moc není známo, kromě toho, že ho využily jako úkryt strážcovské nástroje, aby nemohly být zneužity nebezpečným supervirem.

## Postavy
- Bob — Strážce č.452, chrání Mainframe před vnějšími i vnitřními hrozbami. Do Mainframu přicestoval ze Superpočítače, když pronásledoval zmutovaného vira Killabyta, jenž zničil Twin City. Jeho formát je Strážce, „opravovat a chránit“ (to mend and defend). Je vybaven silným nástrojem Glitch (Lest) a vlastní staré, věčně porouchané auto.
- Dot Matrix — je sprajtem původem z Twin City. Jako jedna z mála přežila explozi města a vyhnula se anulování, protože zrovna otevírala svou restauraci v Mainframu v sektoru Baudway. Je velice podnikavá a vlastní několik dalších obchodů. Často pomáhá Bobovi chránit Mainframe. Ve třetí sezóně se z ní stává command.com.
- Enzo Matrix — mladší bratr Dot (cca 10 let), také původem z Twin City. Přežil anulování explozí, protože byl v Mainframu s Dot. Vzhlíží k Bobovi jako ke svému vzoru a chce se stát strážcem. Po explozi Twin City byl posledním malým sprajtem, takže si hraje jen s psem Frisketem, jehož našel na skládce v podzemí Mainframu a ujal se ho. Ve třetí sezóně dospívá a cestuje mnoha systémy pomocí počítačových her.
- Malý Matrix — je sprajtem vytvořeným ze staré zálohy Enza Matrixe na konci třetí sezóny následkem chyby při zálohování ikon PID. Velký Enzo Matrix a Dot ho považují za dalšího sourozence. Vzhlíží k Bobovi a hlavně k staršímu Enzovi, v němž vidí obraz své budoucnosti. Během čtvrté sezóny se ale ukáže, že mezi malým i velkým Enzem přece jen je drobný rozdíl.
- Welman Matrix (Nibbles) — otec Dot a Enza a geniální vědec z Twin City. Byl přesvědčen o existenci mnoha dalších systémů mimo Mainframe a Twin City. Vynalezl tedy zařízení schopné napojit systém na síť. Při prezentaci veřejnosti však vytvořil portál do Superpočítače, kterým prošel nový virus Gigabyte a zničil Twin City. Welman Matrix byl spolu s drtivou většinou obyvatel roztrhán mohutnou explozí a následně proměněn v nullu Nibblese.
- Phong — Administrátor systému a jeho původní command.com, než se funkce vzdal ve prospěch Dot. Jeho formát je sprajt, ale jeho tělo je spíše robotické. Bydlí v Principal office a obyvateli Mainframu je považován za nejstaršího a nejmoudřejšího. Je ochoten každému poradit, ale musí nejprve vyhrát hru Pong. Phong je imunní vůči infekcím počítačových virů (ne však proti supervirům). Je vždy připraven bránit systém za každou cenu.
- AndrAIa — původem herní sprajtka. Je jedinou svého druhu, které se kdy povedlo opustit prostředí počítačových her. Seznámila se s Enzem jako malá v podmořské hře a pomohla mu ji vyhrát. Její nápad, jak oklamat mechanizmus hry umístěním své zálohy na Enzovu ikonu, vyšel. Je vybavena paralyzujícími nehty a telepatií. S Enzem cestovala pomocí her ze systému do systému během třetí sezóny a vybudovala si s ním romantický vztah.
- Mouse (Myš) — pochází z neznámého systému. Její formát je hacker a nechává se najímat jako žoldnéř. Kdysi ji zatknul Bob při pokusu nabourat se do Superpočítače, ale unikla. To samé u pirátů. Je vybavena katanou a takřka nekonečnými znalostmi slabin systémů. Koncem druhé sezóny se natrvalo usadila v Mainframu.
- Megabajt — jeho formát je virus, „nakazit a dobýt“ (to corrupt and conquer). Vznikl rozkladem vira Gigabyta, při explozi Twin City. Usídlil se v sektoru Ghetty Prime a postavil si tam vysokou věž Silicon Tor, z níž řídil své aktivity a shromažďoval infikované binomy (např. Herr Doctor a Cyrus). Jeho záměrem nebylo ovládnout Mainframe (ačkoliv to nakonec udělal), ale dostat se do Superpočítače a vládnout celé síti. Má robotické tělo.
- Hexadecimal — její formát je virus, „vládkyně chaosu“. Stejně jako Megabajt vznikla rozkladem vira Gygabyta, takže se oba považují za sourozence. Usídlila se v Lost Angels a postavila si věž "Doupě", kde kuje pikle se svým věrným mazlíčkem Scuzzym. Je jedním z fyzicky nejmocnějších virů a je schopná zničit systém mávnutím ruky. Její síla je vyvážena šílenstvím a lehkovážností. Kromě destruktivní magie dokáže ovládat nully, z nichž může vytvořit takřka neporazitelnou armádu. Tělo „Hex“ je tvarováno do podoby sukuby s tuhými svazky vlasů tvořících bodliny. Místo obličeje má masku, která mění svůj výraz dle její nálady. Má slabost pro Boba a několikrát se ho snažila svést.
- Hack a Slash (Drtič a Mlátič) — jsou roboti sestrojení Megabajtem, aby plnili jeho úkoly. Ačkoliv jsou oba velice dobře fyzicky vybavení, postrádají inteligenci a často se hašteří a většinou jsou rozmontováni. Přestože slouží viru, nejsou charakterově zápornými. Od třetí sezóny se obrátí proti Megabajtovi a pomáhají Dot s obranou systému.
- Mike TV — je spotřebičem s funkcí televizoru. V Mainframu zprostředkovává zpravodajství a jeho obyvatele (hlavně Boba) neustále otravuje reklamami na zbytečnosti.
- Cecil — je také spotřebičem, ale plní funkci dedicated serveru. Je vrchním v restauraci Dot. Ačkoliv většina obyvatel Mainframu vypadá jako součást systému Windows, Cecil ikonou připomíná spíše součást systému Apple Macintosh.
- Krvavý Binom (Kapitán Gavin Kapacitor) — je binom(1) pocházející z neznámého systému. Velí pirátské lodi Saucy Mare (Drzá kobyla). Do Mainframu přicestoval se svou posádkou krást software (podaří se jim ukrást dokonce i Bobův Glitch), ale Dot ho přesvědčí, že poctivý obchod je výnosnější než loupeže. Posádku jeho lodi tvoří binomi: účetní pan Cristopher (0), Princezna Bula (přerostlá ženská binomka(1)), slečna Sally(0), žalářník pan Jimmy(0), kormidelník pan Andrew(1), střelci pan Norton(1) a pan Edwards(0). Ve třetí epizodě pomáhají Enzovi a AndrAIe.
- Čočka – Lens — jeho formát je Code Master. Je považován za nejnebezpečnějšího vraha v síti. V Mainframu pronásledoval jiného Code Mastera Talona, který se zde údajně schovával.
- Daemon — její formát je „supervirus, přinést jednotu do sítě“, později se ukázala být Chron-virem schopným vymazat celou síť příkazem k samovymazání. Po jejím naprogramování uživatelem-tvůrcem virů infikovala někdy během třetí sezóny Superpočítač a ovládla celý kolektiv strážců. Její pravou rukou byl bývalý strážce Deacon.
- Turbo — je vrchním strážcem a pravděpodobně i administrátor Superpočítače. Koncem druhé sezóny vydal v souladu s kodexem strážců rozkaz zničit Mainframe, když ho infikovala webová nestvůra. Později se ukázalo, že byla nestvůra narafičena virem Daemon. Byl jí nakonec společně s celým kolektivem strážců ovládnut, ale vydržel ještě nějakou dobu infekci odolávat, aby před ní stihl varovat Enza.
- Ray Tracer (surfař) — je webový vyhledávací nástroj. Jeho jedinými nástroji je surfařské prkno a oblek poskytující ochranu před nestabilním prostředím webu. Nežije v žádném systému, jen poskytuje své vyhledávací služby a většinu života tráví na webu.
- Pan Pearson — je starý binom(1) vlastnící v sektoru Ghetty Prime skládku (koš). Kdysi býval Code Masterem Talonem, ale život nájemného vraha ho omrzel. V Mainframu ho Phong tajně přeformátoval na binoma a uchoval jeho skutečnou identitu v tajnosti.

## Příběh

### Sezóna první
Epizody z první sezóny netvořily souvislý příběh, ale sloužily k představení Mainframu, jeho obyvatel, jejich problémů, viry a jejich schopnosti a herní kostky, jejich vliv na život v Mainframu a důsledky výhry uživatele. V první epizodě se Megabajt snaží proměnit slzu v Mainframu přeměnit v portál do Superpočítače. Ve druhé epizodě se Enzo pokouší stát podnikatelem jako Dot a dělá poslíčka. Megabajt chce doručit balíček Hexadecimal, v němž je ukryt příkaz „vymazat“. Bob doručí balíček místo něj, ale je chycen do hry, kde po velké explozi musí utéci před nebezpečným nekonečným cyklem. Ve třetí epizodě se Megabajt chystá opět dostat do Superpočítače a použije na Boba jako zbraň magnet, který ale ohrozí na životě Dot. Ve čtvrté epizodě Megabajt ukradl Hexadecimal nebezpečný bug Medusa, který proměnil v kámen většinu Mainframu, kromě Boba a Hexadecimal. V páté epizodě se Dot pohádá s Bobem a Enzo se je snaží usmířit.
V šesté epizodě spolkl Frisket velice cenný Megabajtův kód a snaží se ho dostat do Silikon toru. V sedmé epizodě připlouvá do Mainframu pirát Krvavý binom se svou posádkou a lodí Saucy Mare krást software, dokonce se jim povede ukrást Bobův nástroj Glitch. Bob je pronásleduje, ale je zajat, ale uteče díky k´du, jež ve vězení nechala Mouse. Dot pak navrhuje Krvavému binomovi obchodní smlouvu, mnohem výhodnější než loupeživé nájezdy. V osmé epizodě chce Enzo být chytřejší než ostatní a přemluví Phonga, aby ho pustil k starým README souborům, z nichž by se učil. Místo toho ale spustí příkaz, který způsobil, že všichni v Mainframu byli dvakrát hloupější než on a všechno bylo nakresleno 8bitově. Situaci ještě zhoršila spuštěná hra, v níž Enzovi všichni ve snaze mu pomoct nadělali víc škod než užitku. V deváté epizodě jsou Enzo, Dot a Bob chyceni do hry s otravným Mikem TV.
V desáté epizodě si Megabajt najme hackera Mouse, aby se nabourala do Bobova mozku. Sondu v pití (v ní je zmenšená Mouse, Hack a Slash) ale místo Boba spolkne Enzo. Megabajt se s ovládnutým Enzem pokusí dostat do jádra systému. Mouse se Megabajtem cítí být podvedena a sondu z Enzova mozku odpojí. V jedenácté epizodě slaví Enzo své narozeniny (v dvojkové soustavě 10.). Ve dvanácté a třinácté epizodě se Dot pokouší zlomit Megabajtovu vládu nad částí sektoru Ghetty Prime. Místní důstojník Cyrus Dot podvede, ukradne její paměť s uskladněnými ikonami místních a odevzdává je Megabajtovi k infikaci. Dot upadá do depresí a Phong do jejího vědomí nahraje program simulující budoucnost, v níž vzdá boj proti Megabajtovi (Byl by železným vládcem Mainframu-přejmenovaného na Megaframe). Její stav se zas zlepšil, až když vyhrála nad uživatelem hru, známou mezi strážci jako jednou z nejtěžších vůbec. Poté se jí povede oklamat Cyruse a Megabajta a získat opět kontrolu nad ikonami, co prve zachraňovala.

### Sezóna druhá
Ve čtrnácté epizodě netrpělivě očekává celý systém přísun upgradu od uživatele a Megabajt se v převleku za upgrade dostává do jádra a odstartuje příkaz k vymazání. Zastaví ho až Hexadecimal. V patnácté epizodě zavítá do Mainframu Code Master Čočka, aby zde našel bývalého kolegu Talona a zabil ho. V systému páchá značné škody, když mu Phong s Bobem odmítnou sdělit informace. Enzo zjistí, že Talon je starý binom Pearson, a pokouší se ho přesvědčit, aby se utkal s Čočkou – neúspěšně. Bob naláká Čočku, aby je herní kostka anulovala oba dva, ale rozmyslí si to. Čočka vidí Talonův nový formát, shledává ho již mrtvého a opouští Mainframe. V šestnácté epizodě se Megabajt za pomoci Drtiče a Mlátiče pokouší narušit strukturu herní kostky a způsobí její zhroucení. Uživatel spouští druhou hru, která přepisuje tu první a obě hry se spojí do jedné, v níž se neplánovaně objevuje také Megabajt. Bob ho zde musí zachránit z pasti, aby tento herní hybrid vyhrál. Megabajt pak "zachrání" Boba, když ho i s Dot a Enzem nechá propustit, aby si byli vyrovnáni.
Hned v následující sedmnácté epizodě se Megabajt pokouší o něco podobného a hru přímo nakazí a donutí ji kostku dosednout na Principal Office. V závodní hře vyváží zdroj z jádra "Megatruckem" ven a doufá, že si hra s sebou odnese zdroj a způsobí zhroucení systému, zatímco Megabajtovi by se otevřela cesta do Superpočítače. Dot pak zakázala Enzovi vstupovat do hry, že jsou moc nebezpečné. V osmnácté epizodě Hexadecimal infikuje program malování a chaoticky překreslí celý Mainframe. Bob s Mikem TV letí za ní do jejího doupěte v Lost Angels a konfrontují ji, zatímco Enzo s Dot se pokouší v archivech Principal office přerušit Hexinu infekci. Bob pak ponechává Mika u Hexadecimal.
V devatenácté epizodě je Enzo nešťastný, protože neměl žádné kamarády na hraní. Pohádá se s kvůli tomu s Dot. Bob byl nespokojen s "výkonem" binomů, jež ho doprovodili do hry a uspořádá binomům přednášku Průvodce přežití ve hrách. Zde mimo jiné představuje nový typ herních sprajtů – umělou inteligenci schopnou vnímat a učit se. Nová hra dosedá přímo na Dotinu restauraci s Enzem a v podmořské misi musí patnáctkrát zničit uživatelovu ponorku. Enzo se rebootoval jako kapitán jiné ponorky, zachraňuje malou mořskou pannu před jistým zničením uživatelem a skamarádí se s ní. Představí se mu jako AndrAIa a společně v ponorce cestují hrou. Mezitím Dot s Bobem několikrát zničí uživatele, ale dojde jim mana, tak se snaží předehnat ho, což se jim nepovede, ale Enzova ponorka dovede uživatele na pár okamžiků zastavit. AndrAIa prozrazuje Enzovi, že je herním sprajtem, což by znamenalo, že AndrAIa odejde se hrou, ať už se vyhraje nebo prohraje. AndrAIa ale Enza omráčí a svojí zálohovou ikonu umístí na Enzovu a vystřelí ho jako torpédo z ponorky na poklad, který nesmí uživatel získat. Zpět v Mainframu se objeví Enzo i s AndrAIinou zálohou na své ikoně, díky níž se AndrAIa ze hry zkopíruje do Mainframu. Enzo má konečně kamarádku. AndrAIa se v dalších dílech u Phonga učí o způsobech života v Mainframu a je hýčkána jako kuriozita, protože je AndrAIa jediným herním sprajtem, co kdy opustil hru.
Ve dvacáté epizodě do Mainframu vnikla webová nestvůra, jež se spojila s Hex a všech zhruba dva miliony null v Mainframu, včetně Nibblese drženého Megabajtem, ji obalí. Vznikla obří nestvůra, kterou Mike TV nazval „Nullzilla“ a Bob, Enzo, Dot a Mike TV ji s ní bojují v obřím robotovi sestrojeném Phongem. AndrAIa jim ještě na konci pomůže, zničí Nullzillu, uvolní webovou nestvůru a zachrání Hex. Webová nestvůra následně infikuje Megabajta. V dvacáté první epizodě se infikovaný Megabajt spojil s Hexadecimal a zmutoval v supervirus Gigabyta, ničitele systémů, jenž zničil Twin City. Do bitvy proti němu se zapojili i Megabajtovi roboti Drtič a Mlátič a ze sítě se vrací také Mouse. Nakonec je supervirus zničen a rozdělen na tři části (Megabajt, Hex a webová nestvůra). Ve dvacáté druhé epizodě Mainframeští pátrají po webové nestvůře, jež se schovávala v podzemí Ghetty prime a způsobovala záhadná mizení lidí včetně Dot. Bob s dvěma binomickými tajnými agenty Fax Modemem a Data Nullyovou nestvůru vypátrali a pomocí prudkého světla paralyzovali. Mouse, najatá administrátorem Superpočítače Turbem, potvrdila její přítomnost v Mainframu a Turbo s radou strážců odhlasoval v souladu s kodexem strážců zničení Mainframu. Mouse měla totiž u sebe bombu schopnou zničit celý systém. Webová nestvůra se však dostala na povrch a zamířila k obloze. Bob, jenž našel na bombu v Mousině předmětu od Turba, nestvůru pronásledoval a výbuch u stropu Mainframu vytvořil obří slzu, kterou webová nestvůra stabilizovala na gigantický portál do webu.
Ve dvacáté třetí epizodě se Mainframe připravuje na válku s webovými nestvůrami. Megabajt vyrobil mocnou zbraň „Hardware“ a spolu s Hexadecimal a Bobem spolupracují na uzavření portálu do webu. Před závěrečnou bitvou s webem navštíví Bob Enza a stáhne do jeho ikony protokol strážců. Vylepšil jeho formát na strážce-kadeta verze 1.0 pro případ, aby nebyl poté Mainframe bez strážce. Enzo s AndrAIou pak obsluhují děla u principal office, zatímco Bob, Dot, Mouse, Megabajt a Hex obsluhují Hardware. Jakmile je Hardware připraven k výstřelu, Megabajt rozdrtil Bobův Glitche a strčil ho do rakety, jež vystřelili do webu. Dot s Mouse pak před Hex uprchly do Principal office a Megabajt zavřel portál do webu a nařídil svým jednotkám ABC napadnout systémové vojáky CPU a získat vzdušnou převahu. Mouse s Dot pak Enzovi předává rozbitého Glitche. Megabajte nad Mainframem zobrazí svou obří podobiznu a vítá všechny obyvatele systému v Megaframu. Enzo mu ukáže svůj nový strážcovský protokol na své ikoně.

### Sezóna třetí
Ve dvacáté čtvrté epizodě se Enzo ujímá své nové role a s přáteli brání Principal office před Megabajtem a Hex, která neustále pálí z Hardwaru. Ze začátku je Enzo bezradný, protože je na plnění takové funkce ještě příliš malý sprajt, navíc ho tak soudí i ostatní, jen AndrAIa mu věří. Mezitím se Megabajte pohádá s Hex, když by další výstřel způsobil pád systému a jejich vymazání. Mainframe zachraňuje uživatel hrou, jež dopadá na nabitý Hardware a málem Hex vymaže. Enzo se poprvé v roli strážce utkává s uživatelem ve hře – zrovna ve 3D střílečce se zombiemi. AndrAIa ve hře nebyla, protože její zálohová ikona by ji nepustila ze hry.
Ve dvacáté páté epizodě Megabajt a jeho hlavní inženýr Herr Doctor přivádí Hex zpět k životu, aby ji mohl ovládat. Megabajtovy jednotky ABC brání Enzovi dostávat se včas do her, aby podkopal jeho už tak nízké sebevědomí a popudil proti němu obyvatele i pomocí promyšlené propagandy. Mouse s Dot ale vymyslely lest, jak z Enza udělat symbol naděje. Tentokrát s ním do hry šla i AndrAIa s novou ikonou, aby se mohla rebootovat. Ve dvacáté šesté epizodě propaganda vrcholí. Hexadecimal je již opět v plné síle a uvězněná Megabajtem. Enzo, Mouse a Dot vymyslí nápad, jak viry jednoduše odříznout od zbytku systému neprodyšnou ohnivou stěnou. V další hře Megabajt nebrání dostat se Enzovi do hry, místo toho do ní posílá své infikované pomocníky v čele se Cyrusem, aby prohrál a byl anulován. Enzo s AndrAIou ale Cyruse přesvědčí, že musí žít, a společně hru vyhrají. Mouse mezitím okolo Ghetty Prime rozmístila emitory ohnivé stěny. Jak po hře Drtič a Mlátič odvádí Cyruse, Mouse s Enzem spouští ohnivou stěnu, která odřízla Ghetty Prime od zbytku Mainframu. Megabajt byl velice rozčilený, když měl připravenou armádu na bitvu o Principal office. Hexadecimal se mu jaksepatří vysmála.
Ve dvacáté sedmé epizodě, jež je zlomová, se Megabajt neúspěšně pokouší proniknout přes ohnivou stěnu. Drtič a Mlátič mezitím "popravují" Cyruse, ale ušetřili ho. Také si povzdechli, že jim chybí Bob – ten vždy dokázal zabránittomu, aby provedli něco opravdu špatného. Megabajt pak oba dva postavil za trest do první linie, aby se jich zbavil, když nejsou schopni splnit ani nejjednodušší úkoly. Cyrus se ocitl na kraji firewallu a nechá se teleportovat Scuzzy pryč, aby mohl zachránit svou paní Hexadecimal. Enzo s AndrAIou je slavnostním průvodem odvezen Bobovým autem, jako pocta jeho nástupci, do hry. Tu však prohrávají, navíc Enzo přichází o své pravé oko. Těsně před koncem si ale Enzo, AndrAIa i Frisket přemění ikony do modu herního sprajta a všichni tři opouští se hrou Mainframe. Dot si myslí, že byli anulováni, a nese ztrátu svého bratra velice těžce.
Ve dvacáté osmé epizodě dává uživatel třem herním sprajtům v jiné hře těžkou lekci, je však poražen. Předtím si změní ikony na systémový formát a opouští hru. Enzo i AndrAIa jsou již dospělí a zocelení nekonečnými boji s uživateli. AndrAIa je teď vybavena trojzubcem, paralyzujícími nehty a diplomacií, zatímco Enzo, nyní znám jen jako Matrix, spoléhá na hrubou sílu, na poškozený Bobův Glitch, na mechanické oko se zaměřovačem a na svou bouchačku. Svůj formát strážce odmítnul a považuje se za odpadlíka ztraceného v síti. Ocitli se v systému, jehož obyvatelé jsou z drtivé většiny anulováni, a který spěje ke zhroucení. Oba tedy učí zbylé binomy a malého sprajta bránit se ve hrách před uživateli a chránit svůj systém. Díky nim se v následující hře systém začal zotavovat. AndrAIa zmínila, že nyní využívají hry jako dopravní prostředek ze systému do systému a doufají, že je jednou dopraví zpět domů. Ve dvacáté deváté epizodě se všichni tři ocitli v systému beze sprajtů. Ovládají ho Spectralové, energetická stvoření, jež mezi sebou vedou dlouhodobé spory, které pomáhá Matrix s AndrAIou vyřešit. Konflikty byly řízeny dvěma viry, které Matrix vymaže. Ve třicáté epizodě zůstávají naši hrdinové dlouho viset v obřím satelitním systému (asi menší superpočítač), jehož uživatel hraje hry pouze na téma golfu a byli do tohoto systému načteni už po páté za sebou. Enzo z toho ztrácí pomalu hlavu, když tu se najednou objeví hra, která se odehrává.....v Mainframu. AndrAIa se rebootovala jako Hexadecimal, Matrix jako Megabajt a Frisket jako Scuzzy.
Ve třicáté první epizodě se naši hrdinové ocitli v mrňavém systému, který má stálé připojení k síti. Vše vypadá na první pohled dobře a Matrix je radostí bez sebe, ale jeden místní binom mu ukradl Glitche. AndrAIa mezitím v přístavu shání odvoz, ale vyhledávač Maxine ji informuje o omezení provozu na síti zinscenovaného strážci. Kdo omezení porušil, skončil v cele smrti a čekal na popravu vymazáním. Matrix mezitím dopadl zloděje v místním baru a získal Glitche zpět. V tom ho přepadne Turbo, který hledal Boba. Vysvětlil Matrixovi rychlejší průběh času ve hrách oproti systému, a že by správně měl stále být malým sprajtem. Na bar zaútočili další strážci hledající Boba. Matrix měl ve své ikoně Bobův protokol a Glitche, takže ho zaměří, kamkoliv půjde, proto si přepnul ikonu na režim herního sprajta. Turbo Matrixovi dále vysvětlil, že když byl ve hrách, infikoval jistý supervirus Daemon Superpočítač a s ním i celý kolektiv strážců, kromě Boba a jeho. Všichni Daemon okamžitě podlehli, pouze Turbo dokázal ještě vzdorovat. Poté se s Matrixem rozloučil a odešel portálem do Superpočítače. Ve třicáté druhé epizodě se náhle v baru zjevil Krvavý binom (kapitán Kapacitor), jehož posádka byla zadržena v místním vězení a Saucy Mare zkonfiskována. Matrix a AndrAIa pomáhají Kapacitorovi vysvobodit jeho posádku z vězení a vysvobozují i osobu jménem Ray Tracer. Vypluli na Saucy Mare a po krátké bitvě s válečnými loďmi zdejší bezpečnosti CPU se vydali na plavbu směrem k Okraji ("Edge of Beyond") v síti v místech s obří slzou, jež představuje zničený systém.
Ve třicáté třetí epizodě surfař Ray Tracer vymyslel, jak ochránit loď před účinky nestabilního prostředí webu. Využili mrtvoly webových nestvůr na pokrytí Saucy Mare. Mezitím se ale AndrAIa pohádala s Matrixem kvůli jeho žárlivosti na Raye, a po chvíli ji pokousalo jedno mládě webové nestvůry a vysála ji část kódu. Po dokončení příprav na plavbu webem Ray stabilizoval Okraj v portál do webu. Ve třicáté čtvrté epizodě Ray naviguje Saucy Mare webem směrem k IP adrese Mainframu. Matrix ale zaměřil zbraní webovou nestvůru, jež pokousla AndrAIu a ohrozila ji vymazáním. Dokonce lodí vplul do víru nestabilních dat a málem vymazal sebe i celou posádku. Loď byla brzy napadena webovými jezdci, degradovanými binomi a sprajty, kteří ějakým způsobem přežívají na webu. První vlnu Saucy Mare ustála, ale druhá vlna se už dostala dovnitř lodi a málem ji zničili, nebýt příletu dalšího jezdce. Webový jezdec si vzal Matrixův Glitch a svou ikonou strážce doplnil AndrAIe chybějící kód a zachránil ji. Byl to totriž Bob, trochu zdegradován. Ve třicáté páté epizodě oslavují piráti s webovými jezdci mír a nové spojenectví. Enzo však byl nespokojen s tím, čím se za tu dobu ve hrách stal, a svou proměnu korunoval incidentem se zbraní. Bob ho uklidnil slovy, že udělal co musel a že hrdy, že přežil ve hrách, a dal dohromady partu, která ho našla. Ray Tracer našel IP adresu Mainframu, ale byla chráněna trojitým silovým polem, které nastražila Mouse ještě v době války s webem. První dvě pasti se povedlo za cenu značného poškození lodi překonat, ale třetí se zdála být nepřekonatelným problémem. Ray Tracer i webový jezdci museli zůstat na webu, zatímco Saucy Mare vysvléknutá z ochrany před webem musela projít dál. Mainframe byl však odpojen od internetu a bylo potřeba vytvořit Glitchem portál. Glitch byl však rozbitý, takže Bob udělal nemyslitelné: Glitchův a svůj kód spojil do jednoho. Vytvořil z adresy portál Mainframe byl opět připojen k internetu a síti.
Ve třicáté šesté epizodě připlula Saucy Mare do Mainframu, který byl celý potemnělý a v troskách. Matrix s Bobem provedli průzkum okolí a zjistili, že je celý systém vylidněný, a plný slz. Hexadecimal se totiž jednoho dne po Enzově odchodu do her dostala z Megabajtových rukou, jednou ranou zničila Silicon Tor a druhou ranou ohnivou hradbu. Pomocí všech null ze systému drtila Megabajtovu armádu a válka zničila všechny sektory v Mainframu. Obyvatelé byli buď vymazáni nebo zahnáni do podzemí. Hex se nakonec stáhla do svého doupěte v Lost Angels. Další škody způsobovaly prohrané hry a šarvátky ABC s CPU. Megabajt poté dobyl Principal office, jež byla značně poškozená a obklopená ze všech stran Megabajtovými hlídkami. Když se Megabajt dověděl o jejich návratu, začal se připravovat na odchod z tohoto umírajícího systému do Superpočítače. Bob s Matrixem narazili na poničené Drtiče a Mlátiče, kteří nyní sloužili Dot a odvedli je do podzemí. Dot se snad nikdy v životě tak neulevilo, než když viděla svého bratra na živu. Zároveň je informovala, že byl při obsazení Principal Office Phong zajat, aby umožnil ostatním útěk. Megabajt pak začal elektrošoky mučit Phonga, aby z něj dostal ovládací kódy ke kouli schopné generovat portály. Když hrdinové připravovali plán na dobytí Principle Ofice, našla Boba Hexadecimal a zatáhla ho do svého sídla.
Ve třicáté sedmé epizodě piráti zničili se Saucy Mare sebevražedným útokem všechny ABC bránící vzdušný prostor nad Principal Office. Piráti, Dot, Matrix, AndrAIa, Mouse a zbytky CPU zahájili na tento signál ofenzívu. Matrix vyhledal Megabajta a utkal se s ním v dlouhém boji jeden na jednoho, ve kterém se chtěl pomstít za všechno, co kdy způsobil. Ostatní hladce rozdrtili zbylá ABCčka a znovu přebrali kontrolu nad systémem. Nedokázali však vypnout šoky do Phonga a Megabajt tak otevřel portál do Superpočítače. Matrix pak Megabajta na střeše Principal Office porazil, ale ušetřil ho, aby všichni viděli, jak byl poražen "rádobysrážcem" (tak ho posměšně Megabajt nazýval dříve). Megabajt utekl do portálu, který se právě otevřel, jenže Mouse přesměrovala cíl do webu, kde si ho podaly webové nestvůry. Do Mainframu se nyní dostal i Ray Traycer. Bob se mezitím vymanil ze zajetí Hexadecimal opravil jí s novými schopnostmi obličej. Bez Megabajta jako původce infekce se ale začal Mainframe pomalu rozpadat.
Ve třicáté osmé epizodě se začaly celé kusy sektorů bortit do energetického moře a byla zahájena evakuace obyvatel do Principal Office. Bylo nutné manuálně vypnout napájení sektorů z jádra, aby se proces pádu systému zastavil. Nestability způsobily náhlý vznik mnoha silných slz, jimiž do systému byly uvolňovány dočasné soubory a nepromazaná data z operační paměti, což způsobilo zejména invazi uživatelových postav ze všech počítačových her. V jádru Bob ručně vypínal jednotlivé sektory a zjevilo se hned několik hologramů Megabajta, který se mu ještě naposled vysmíval. Matrix a AndrAIa společně s Mouse a Rayem Tracerem dokončili evakuaci, ale obloha i energetické moře náhle změnily barvu na černou a od horizontu se směrem k Principal Office šířila energetická šoková vlna, jež by roztrhala systém a kusy. Bobovi se s vypětím všech sil podařilo opravit vadné tlačítko u jednoho z generátorů, zbavil se Megabajtů a zastavil šokovou vlnu. Phong pak prohlédl stav Mainframu a prohlásil, že se jim sice povedlo zbavit systém infekce, avšak systém je přesto nenávratně ztracen.
V třicáté deváté epizodě se na začátku konala porada, kde se rozhodovalo, co dál. Provést obnovu nebylo možné kvůli vypnutému přísunu energie, a kdyby ji uvolnili z jádra, systém by se okamžitě začal zase hroutit. Bob navrhl ještě poslední možné řešení – uživatele. Příští hru nechají být a nechají uživatele vyhrát. Anulování sektoru by způsobilo pád systému před zraky uživatele a ten by s trochou štěstí včas restartoval systém. Phong začal okamžitě zálohovat všechny aktivní ikony PID všech zbylých obyvatel Mainframu, včetně Hexadecimal, již na nátlak Boba také zálohoval. Po ukončení uživatelem vyhrané hry vypukla energetická bouře, obloha zčernala a všech šest sektorů se rozpadlo a zhroutilo do energetického moře, zatímco systémový hlasatel hlásil varování o hroucení systému. Ve zničené Principal office pak už jen všichni čekali, co bude dál. Objevila se obrazovka upozorňující uživatele na zhroucení systému a zda si přeje restartovat počítač. Zvolí možnost ano. Dále se ho BIOS ptá, zda chce systém obnovit ze zálohy, uživatel opět vybere ano. S úderem enteru se obloha nad zbytkem Mainframu rozzářila do žluta a systémový hlasatel oznámil příchod dat. Stará principal office byla nahrazena ze zálohy zbrusu novou a program obnovy nakopíroval všech šest sektorů Mainframu, zatím ve formě zlatavé energie. Energetické moře dorazilo k jádru a začalo zase napájet obnovený systém. Sektory nabraly fyzickou podobu a proces obnovy operačního systému byl dokončen, když jádro začalo rozdělovat energii všem sektorům při načítání systému. Poté byli obnoveni i všichni vymazaní binomi, jež uživatel zkontroloval antivirovým testem. Obnovení příslušníci ABC byli konečně zbaveni Megabajtovy nákazy a Silicon Tor byla kompletně vymazána Všichni se radují, když najednou je přeruší Malý Enzo, kterého systém obnovil ze staré zálohy, protože si Matrix nechal omylem zálohovat svou ikonu v herním modu, takže ho obnovený systém nerozpoznal jako Enza Matrixe a stvořil ho nově. Malý Enzo příběh ukončil, když uviděl Matrixe, otázkou" „Kdo je ten velký zelený ošklivý chlap?“
Pak je série ukončena operou komediálně shrnující vše podstatné, co se dělo v seriálu ReBoot.

### Sezóna čtvrtá
Čtvrtá sezóna se odehrává několik týdnů po tom, co uživatel obnovil Mainframe. Měly ho tvořit tři celovečerní filmy s jednou bonusovou epizodou. Vznikly nakonec jen dva filmy rozdělené do celkem osmi epizod (40 až 47). Příběh, jenž měl být dokončen ve zrušeném třetím filmu, se dostal k fanouškům seriálů ve formě komiksů. První z filmů je proložen vzpomínkami na minulost od hl. hrdinů a vysvětluje události, o kterých dosud byla jen zmínka.

#### ReBoot: Daemon Rising
Phong, Dot, Mouse a Bob monitorují z Principal Office postup infekce sítě supervirem Daemon, před kterou v průběhu třetí sezóny varoval Matrixe šéf strážců Turbo. Daemon je zatím ukázána jako krásný ženský sprajt mluvící silně francouzským přízvukem, jak si zařídila v Superpočítači trůnní sál a jak jí infikovaní strážci věrně slouží. K tomuto účelu vytvořila i náboženství, kterému říkala „The Word (Slovo)“ a jeho prostřednictvím ospravedlňovala před infikovanými boj proti neinfikovaným. Na místo hlavního strážce dosadila místo Turba Deacona a z Turba, kterému se dařilo donedávna infekci odolávat, udělala loajálního velitele invazních sil strážců. Matrix s AndrAIou na létajících motorkách zkoumali infekci sítě zblízka, ale málem byli dopadeni strážcema. Bob na chvilku otevřel portál do sítě, ale s Matrixem i AndrAIou se do systému dostala i část jejich pronásledovatelů. Ti zničili řídící věž k připojení na síť a zbraní vypálili na oblohu systému nezabezpečenou díru do sítě, jíž bylo možné cestovat bez jakéhokoliv omezení. Tou pronikl i zbytek pronásledovatelů a na obloze Mainframu se rozhořela bitva Mainframských proti strážcům. Matrix a všichni ostatní je bez váhání mazal svou zbraní, zatímco Bob s tím měl velký problém, že to jsou jeho kolegové a většinu z nich osobně znal ze studií na akademii v Superpočítači. Uživatel spustil hru a Bob do ní zahnal Matrixe i AndrAIu, aby mohl přemýšlet o jiném způsobu, jak strážce odrazit, aniž by je vymazal. Do hry ale s nimi vlezl malý Enzo a chtěl být jako své starší já. Starší Enzo hru velmi rychle ukončil.
Během bitvy Bob zneškodňoval strážce uvězněním v bublinách pomocí sil, co zdědil od Glitche, ale brzy se velmi unavil a spadl do parku. Tam si nechal doplnit energii, ale moc to nepomohlo. Zatímco pokračovala bitva, starala se o něj Hexadecimal, kterou nesmazal antivirový test z konce 39. epizody díky nové ikoně. V superpočítači dostala Daemon od Deacona zprávu, že v Mainframu konečně našli "posla" Slova. Daemon nechala zaměřeného Boba teleportovat do Superpočítače, ale Hex přesměrovala účinek teleportace z Boba na Mika TV. Bob přemluvil Hex, aby užila svých sil a zahnala strážce zpět mimo Mainframe, aniž by někomu ublížila. Mouse rychle dopravila k díře do oblohy generátory firewallu, aby zabránila jejich návratu. Mika TV zatím Daemon infikovala a udělala z něj svého šaška a ochotného zdroje informací o obyvatelích Mainframu. Hex po této službičce začala Boba svádět, ale něco se začalo dít s její ikonou. V bitvě se strážci spotřebovala Hex tolik energie, že probudila opět antivirový program a začala být mazána. Všechny nully začaly Hex před antivirem chránit a vytvořily nullzille podobný kokon, který na chvilku částečně denullifikoval Welmana Matrixe, otce Dot a Enza, jenž stihl vykřiknout: „Dcero, já žiju!“
Dot se s Bobem okamžitě přesunula ke kokonu null a prosila otce, aby ještě promluvil. Mezitím vzpomínala na poslední dny před tou explozí, když se Welman Matrix připravoval na prezentaci svého vynálezu Brány. Pak na kokon null dopadla herní kostka, před kterou nully uprchly, zatímco Dot, Bob a Hex v bezvědomí zůstali ve hře. Bob byl vyčerpán tak, že se nemohl rebootovat, takže musela hrát jen Dot. Uživatel ji porazil a málem vyhrál, kdyby nezasáhla probuzená Hexadecimal. Po konci hry se ukázalo, že antivir Hex nemazal, ale přeformátovával ji z vira na sprajta. Hex byla, namísto rudě, od této chvíle bíle a zlatě oděna, měla bílou kůži a výrazný obličej, ale ztratila většinu svých schopností vira. Také přestala být šílená. Dovedla už jen ovládat nully. Proto Dot, přestože Hex nesnášela už jako vira a teď ještě více (kvůli Bobovi), ji dotáhla do Lost Angles najít jejího otce. Hex na druhý pokus přiměla nully vytvořit obrazec těla a Nibbles utvořil hlavu, čímž byl Welman Matrix napůl denullifikován a mohl mluvit a myslet. Nikdo se ho ale nesměl dotknout kvůli nullám a Hex ho musela pořád nabíjet. V Superpočítači Deacon informoval Daemon o neúspěchu invaze do Mainframu a o pokusech o prolomení ohnivé stěny Mouse. Také jí pověděl, že Bob udělal nemyslitelné a spojil se s Glitchem do jednoho, což žádný jiný strážce nikdy předtím neudělal, čímž by se stal "dokonalým poslem Slova", protože by byl jediným, kdo je schopen otevřít portál do izolovaných, vypnutých a zhroucených systémů. Proto měl být Mainframe dobyt za každou cenu. Nebyla si však vědoma, že Bob začal slábnout. Phong udělal Bobovi kompletní zdravotní prohlídku a zjistil, že část kódu chybí a další části se ztrácí pokaždé, co použije sílu Glitche, dokud nebude zcela rozložen a smazán, a to kvůli důsledkům jeho pobytu na webu a zčásti i kvůli poškození Glitche Megabajtem.
V Mainframu mezitím, co se osvědčil Mousin firewall, naplánovali tažení proti Daemon s cílem oslabit její vliv na síť, který spočíval hlavně v ovládání cest v síti. O to starala AndrAIa s Matrixem, které tam portály posílal Bob, a byli zprvu dost úspěšní. V systému satelitů (kde už jednou byli v třetí sezóně), málem dopadli jednu strážkyni, ale než aby něco prozradila, spáchala sebevraždu. Kvůli tomu, že byl Bob v tamté hře s Dot a Hex a nebyl v dobré kondici, ale neotevřel portál včas. AndrAIu a Matrixe v systému satelitů konfrontovala armáda strážců, které na ně poslala Daemon s cílem přivést je do Superpočítače živé, aby infikovaní otevřeli Mainframe. Podařilo se jim získat jen AndrAIu, která byla hned infikována a Daemon pověděla o Matrixovi vše od doby, co se potkali v podmořské hře. Matrix se Bobovým portálem vrátil do Mainframu a přivedl si zajatce – Turba, nyní plně infikovaného. Uvrhli ho do vězení a vyslýchali. Bob použil sílu Glitche a pomohl Turbovi částečně se zbavit infekce. Ten jim pověděl, že je Daemon nyní ještě nebezpečnější, jak teď její infekce funguje a také jim pověděl, jak všech 31 klíčových nástrojů opustilo strážce do temné dimenze, aby ochránili síť před Daemon. Jen Glitch zůstal, uvnitř Boba, čímž se stal jedinou osobou v síti schopnou otevřít portály do uzavřených systémů, „Daemoniným poslem Slova“. Bob mezitím vzpomínal na svou učitelku, kterou zabil virus Gigabyte, když unikl ze Superpočítače, kde měl být ještě jako slabý virus Killabyte popraven, ale dostal od svého tvůrce upgrade, čímž se výmaz nezdařil. Po učitelce zdědil Glitche a pronásledoval Killabyta do Mainframu, kam ho teleportovala Welmanova Brána. Zde se poprvé setkal s Dot a na pomoc s opravou Mainframu mu tehdy přišel i Turbo a pár dalších strážců. Gigabyta nikdy nenašli, místo něj tam byl Megabajte a Hexadecimal. Daemon zatím dobyla zpět Mainframem uzavřené cesty v síti, tentokrát infikovala už i systémy, ale strážci stále nebyli schopni proniknout Mousiným firewallem. Daemon za tento neúspěch popravila Deacona aktivací jeho kódu odpočtem od pěti k nule a následným smazáním. Deamon nyní ovládala 92 % sítě.
Dot začala spřádat plán, jak Daemon porazit. Přiměla otce, aby znovu sestrojil Bránu, co tehdy s Gigabytem zničila Twin city, a v záloze plánovala ještě něco, kdyby to nevyšlo. Turbo časem opět podlehl infekci a nebyl už užitečný, ale informace, co poskytl, přiměly Matrixe a Mouse hledat v Superpočítači AndrAIu, s níž určitě bude Daemon a vymazat ji. Bez Daemon by bylo možné infekci časem odstranit. Plán ale nevyšel, Matrixovu kulku Daemon zastavila myšlenkou a Mousina katana se o ní roztříštila. Oba byli okamžitě infikováni. Dot narychlo musela vytvořit druhý firewall, aby překryl první, k níž již díky Mouse znali strážci heslo, a malého Enza pověřila důležitým úkolem tvořícím záložní řešení. S novým strážcovským protokolem, co dostal nejspíše od velkého Matrixe, měl jít do herní kostky sám s Frisketem, Hackem a Slashem a zůstat tam tak, jako v minulosti velký Enzo Matrix, stát se odpadlíkem, vyrůst tam a pak se jednoho dne vrátit všechny zachránit. Brána již byla téměř hotová, ale Mouse dokázala snadno překonat Dotin firewall. Daemon sestoupila osobně do Mainframu a okamžitě infikovala všechny jeho obyvatele. Plán s bránou nevyšel. Všechny přivítala ve své filozofii "Slova", jen Hexadecimal ne. Tu označila za ostudu virů a odvrhla ji. Welman Matrix se se ztrátou Hexiny síly rozpadl na nully. Daemon pak dala Bobovi za úkol neustále otevírat portály do uzavřených systémů, které dotykem portálu infikovala. Bob pokaždé o něco zeslábl a začínal se ztrácet.
Mezitím malý Enzo vyhrál hru a nesplnil, co po něm Dot žádala. Řekl, že není jako jeho starší on, že není žádný odpodlík, že je strážce Enzo Matrix, opravit a bránit (to mend and defend). Zjistil, že systém byl infikovaný a že on s Frisketem, Hackem a Slashem jsou posledními v síti, co nebyli infikováni. Našel Matrixe a AndrAIu a dokázal je oba zbavit infekce. Matrixe tím, že ho nejprve přesvědčil o Daemoninu „Slovu“ jako o lži a ten si pak změnil ikonu z herního režimu, který používal od doby návratu do Mainframu neustále, do systémového režimu, čímž infekci úplně odstranil. Svou ikonu strážce pak užíval k čištění ostatních, co našli mimo dohled Daemon. Matrix vyčistil i Hex, i když s nechutí. Pak vnikli do Principal office, aby tam vymysleli, co dál, že budou potřebovat hodně palebné síly. Hex se nabídla, že pujde palebnou sílu sehnat...do jádra systému. Bob pomohl mezitím infikovat poslední systém a už téměř rozložený dopadl na zem, kde se o něj začala starat Dot. Daemon se k ní přidala a uklidnila ho, že brzy bude klid. Z jádra se ale přiřítila rozzuřená Hexadecimal, nyní opět s formátem virus, se všemi schopnostmi, s obnoveným šílenstvím, s maskou místo obličeje a v plné síle. Začala velkolepá bitva mezi ní a Daemon, která skončila remízou. Daemon se mezitím dosypaly její přesýpací hodiny, aktivovala svůj hlavní příkaz a pověděla všudypřítomným hlasem všem infikovaným v síti, že je Daemon, že byla stvořena, aby přinesla jednotu síti a že se čas naplnil, a že slovo je "Kron". Bob z posledních sil vykřikl, že není supervirus, ale tzv. kron-virus s úmyslem smazat celou síť. Daemon se sama vymazala a započalo odpočítávání všemi infikovanými od šedesáti (binomicky 111100) do nuly. Hex opět vytvořila z null Wellmana Matrixe a začala šíleně tančit a cvičit s Bobem. Ten jí vysvětlil, že je konec, že budou všichni vymazáni. Ona namítla, že něco vymyslí jako vždy. Welman Matrix vymyslel, že mohou použít Bránu s tím, že propojí všechny systémy v síti a s pomocí nějakého viru rozešlou lék, co vynalezl malý a velký Enzo. Hexadecimal se nabídla dobrovolně, že to udělá. Pro Boba. I přesto, že jí průchod bránou s lékem roztrhá na kusy a vymaže. Dala ještě malému Enzovi dárek infikováním jeho ikony, že se bude hodit, aby nedopadl jako ten velký nenáviditel virů Matrix a rozšířila bránou Matrixův lék, čímž zachránila celou síť. Welman Matrix se opět rozpadl. Dot pak řekla Bobovi, že ho miluje a vezme si ho. Pak se otevřel portál do webu a Ray Tracer přivezl s sebou sprajta, co vypadal jako Bob před jeho vystřelením do webu koncem druhé sezóny.

#### ReBoot: My Two Bobs
Začíná tam, kde skončil předchozí díl. Nyní jsou v Mainframu dva Bobové. Jeden spojený s Glitchem a téměř vymazaný a druhý v podobě, jakou měl kdysi. Postupem času si druhého Boba Mainframští oblíbili. Ten je dokázal přesvědčit, i Dot, která nyní nevěděla, kterého si vzít, že právě on je ten pravý a ten, co s nimi byl doteď jen poškozená kopie. Druhý Bob dokonce doprovázel velkého i malého Enza do her a ti s ním byli spokojeni, přestože hrát hry moc neuměl. Phong dokonce jednou šel s nimi, aby vyzkoušel zařízení schopné denullifikovat ztracené přátele. Původní Bob, kterého přejmenovali na Glitchbob, začal hledat cestu, jak získat zpět své přátelé a původní podobu. Několikrát se mu to nepovedlo, ale zůstal celý. Až při posledním pokusu se to pokazilo. Glitchbob zůstal bezvládně ležet téměř vymazaný na zemi obalený neproniknutelnou černou krustou. Mainfraimští proto museli zavolat do Superpočítače Turbovi, aby si ho vzali s sebou a pokusili se ho vyléčit.
Zatím se Dot rozhodla, že se provdá za druhého Boba a začala příprava na svatbu. Malý Enzo si u Phonga hrál s Nibblesem, chovaným v akváriu, když tu najednou skočil na Enza, vysál z něj trochu energie a pak napadl jeho zavirovanou ikonu. Kód viru se přehrál do Nibblese a ten začal opět myslet a mluvit, tentokrát natrvalo. Phong mu vyrobil robotické tělo, aby se mohl lépe pohybovat a ostatní se ho mohli dotknout. V Superpočítači provedli strážci kompletní vyšetření Glitchboba a nepodařilo se jim vymyslet žádný způsob, jak ho dostat z toho stavu. Tu černou krustu se nepovedlo otevřít žádným nástrojem, jaký byl v superpočítači k dispozici. Glitchbob se totiž z větší části ocitl v temné dimenzi a nakonec ho vyhledaly zde schované klíčové nástroje. Všech 31 klíčových nástrojů použilo Glitchboba jako portál k návratu ke svým strážcům do sítě a společnou silou ho vyléčili a oddělili od 32. Glitche, který byl navíc opraven a upgradován. Jenomže Bobův kód byl stále neúplný a i to, co zbylo, se lišilo od záznamů, takže ostatní strážci se obávali, že Glitchbob byl skutečně kopií.
Mazitím začala svatba Dot s druhým Bobem, které se mohl zúčastnit už i Welman Matrix. Slavnost přerušuje Bob navrátivší se ze Superpočítače a přemlouvá Dot, aby se nevdávala. To málem vyústí ve rvačku, když tu najednou Glitch opustí Boba a přejde ke druhému Bobovi. Bob se v důsledku toho smiřuje s tím, že je kopií a omlouvá se Dot a přeje jí štěstí. Jak odchází, Glitch pevně sevřel druhého Boba a odčerpal z něj část jeho kódu a vrátil se zpět k původnímu Bobovi a kód nahrál. První Bob se pomalu proměňoval do své původní podoby před anabází na webu, zatímco druhý Bob se přeměnil v Megabajta. Megabajte se ukázal býti nyní virem-trojským koněm se schopnostmi měnit svou podobu a kradmostí. Bob se s ním pustil do bitvy, ale Megabajtovi se povede uprchnout v podobě jednoho z Binomů.
Celý Mainframe nahání Megabajta, kde se dá, ale ten se dokáže vždy před strážci schovat v podobě jednoho z Mainframeských. Nakonec je ale dopaden a odvlečen Bobem do Superpočítače, kde má být vymazán. Zde však zjistili, že šlo o atrapu, hologram. Vrátili se tedy do Mainframu ho hledat dál, ale zde se Megabajte v pobodě Frisketa dostal až do Principal Office-válečné místnosti, kde infikoval značnou část osazenstva, zajal Welmana Matrixe, malého Enza a ujal se vlády nad Mainframem, který promptně přejmenoval na Megaframe. Všem vysvětlil, že nepřišel Mainframe dobýt, ale pomstít se. Všichni ať se připraví na velký lov.

#### Komiksy
Děj seriálu zůstal nedokončený, takže se později objevilo několik komiksů dějově navazujících na poslední událost. Spolupracovali na nich i vybraní fanoušci této série. Nejsou ale oficiálně uznány za pokračování příběhu.
Zatímco Megabajte ovládl Mainframe, Turbo informoval Boba o tom, že to, co se stalo v Mainframu se děje skoro ve všech ostatních systémech a Megabajte svým celosíťovým lovem dokonce rozpoutal válku s ostatními viry. Navíc se všichni uživatelé ztratili. Přestali hrát normální hry a začali hrát MMORPG (které se načítaly bez herních kostek) a přestali se o své systémy starat. Pak se znenadání objevili Code Masteři a nabídli řešení. Vyvinuli nový typ antivirové ochrany Gnosis, schopný okamžitě eliminovat všechny viry v síti. Strážci přikývli a pomohli jim program spustit ve všech systémech v síti. Všechny viry měly tedy v síti být vymazány.
Poté, co Megabajte rozpoutal lov, byl celý Mainframe opět na pokraji zhroucení. Téměř celá populace byla infikovaná a uživatel samozřejmě nikde (hrál buď MMOG nebo nebyl dostupný). Zbylí Mainframeští Bob a Matrix osvobodili Phonga a malého Enza ze zajetí a připravovali zbytek Mainframu k evakuaci do Superpočítače. Malý Enzo zde nastoupil do akademie strážců a Turbo mu přenechal nový klíčový nástroj Sparc. Velký Enzo Matrix mohl konečně nastoupit ke studiu také, ale odmítl. Mezitím pokračuje válka virů a situace začala být nezvladatelná. Turbo obvinil Boba, že díky jeho názorům na nemazání virů se teď vymkli kontrole a oslabil je. Tato krize je zažehnána spuštěním Gnosisu, který smazal všechny viry v síti. Strážci začali plánovat zaslouženou dovolenou a Bob se s Dot konečně oženil. Na konci spouští Code Masteři v Gnosis „fázi dvě“.
Ta spočívala ve zbavení se strážců, převzetí kontroly nad sítí a zavedení nového řádu. Gnosis byl ve skutečnosti firmware s vlastnostmi sprajta (nebyl to žádný Glitch apod.), ale byl velký skoro jako celý systém. Code Mastery však poslouchal na slovo. Později se ukázalo, že se Gnosis vymkl kontrole i Code Masterům a začal usilovat o pravomoci v systémech, jaké může mít jen uživatel. Gnosis vymazal Turba, Raye, Mouse, hlavu Code Masterů a spoustu dalších strážců a Code Masterů, deaktivoval klíčové nástroje a začal zotročovat Superpočítač. Byly proto vytvořeny dva týmy strážců a některých Code Masterů (nejdůležitější byl Čočka), které měly za úkol přivést uživatele zpět a zastavit Gnosis. Ten zotročil 37 systémů, včetně Mainframu, a začal se zmocňovat všech kódů programů a přetěžovat systémy energetickými nároky, čímž je ohrožoval na existenci. Zatímco Dot se snaží v Mainframu rozpoutat povstání proti nadvládě Gnosis, Bob a ostatní jsou nuceni se schovat v hlubinách superpočítače. Malý Enzo je ale zajat a zjistí, že si Gnosis přivedl jako hlavního rádce Megabajta, a že jej nevymazal a jeho kód si ponechal.
Bob náhodou nalezne bytost jménem Exidy, která je zdrojem Kódu a byla uvězněna v síti. Aby mohla obnovit rovnováhu v síti, předala Bobovi schopnost nést Kód a ten si to namířil přímo ke Gnosis společně se svými přáteli. Malý Enzo zatím vedl slovní bitvu s Megabajtem o vliv nad Gnosisem a přesvědčí nakonec argumentem, že Gnosis získá větší moc a větší rychlostí, když se systémů zeptá, zda chtějí, aby mu svěřily dohled nad jejich životy a poskytly mu potřebné zdroje, a když bude dodržovat dohody. Jakmile je Gnosis o tomto řešení Enzem přesvědčen, dorazí Bob a s pomocí Kódu vymazává Megabajta a přeprogramuje Gnosis tak, aby bylo možné tento jinak užitěčný nástroj nechat naživu. Gnosis napravuje vše, co způsobil, obnovuje všechny, co vymazal, propustí z vězení v síti i Exidy, která se vrací domů. Komiksy tímto končí.

## Filmy
V roce 2008 byly oznámeny plány na trilogii celovečerních filmů. V roce 2012 se už s nimi nepočítalo.